# Lamazière-Haute
 Lamazière-Haute  (en occitano La Masiera Nauta) es una comuna y población de Francia, en la región de Lemosín, departamento de Corrèze, en el distrito de Ussel y cantón de Eygurande.
Su población en el censo de 2008 era de 22 habitantes.
Está integrada en la Communauté de communes du Pays d'Eygurande .

## Demografía
| 123 | 126 | 100 | 93 | 82 | 82 | 72 |
| Para los censos de 1962 a 1999 la población legal corresponde a la población sin duplicidades (Fuente: INSEE [Consultar]) |     |     |    |    |    |    |